# Le Mesnil-Fuguet
Mesnil-Fuguet – miejscowość i gmina we Francji, w regionie Normandia, w departamencie Eure.
Według danych na rok 1990 gminę zamieszkiwało 195 osób, a gęstość zaludnienia wynosiła 54 osoby/km² (wśród 1421 gmin Górnej Normandii Mesnil-Fuguet plasuje się na 706 miejscu pod względem liczby ludności, natomiast pod względem powierzchni na miejscu 800).